# La Goulue

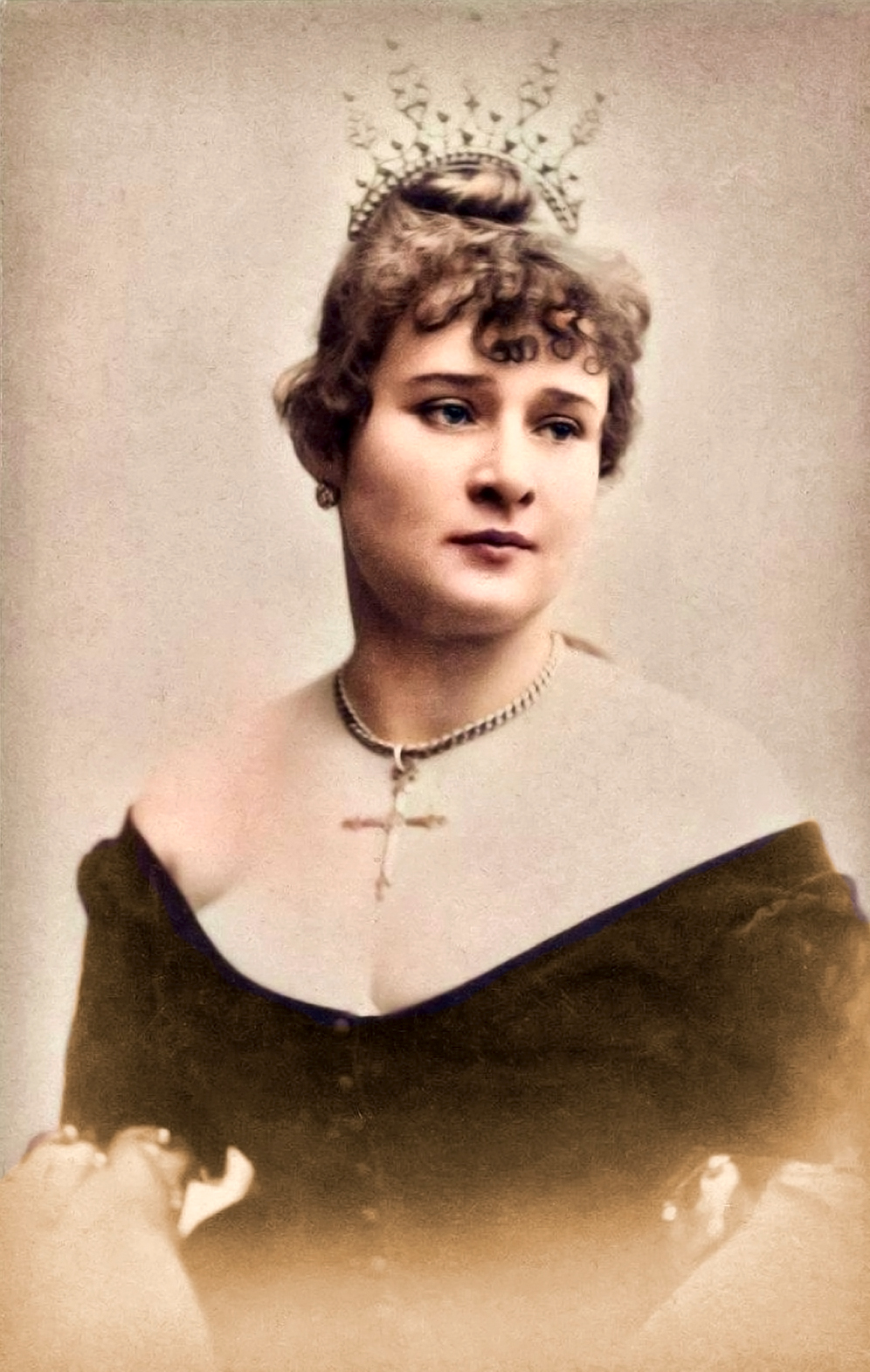
La Goulue, Foto von 1885

La Goulue (deutsch „die Gefräßige“), eigentlich Louise Weber (* 12. Juli 1866 in Clichy; † 30. Januar 1929 in Paris) war eine französische Cancan-Tänzerin und Dompteuse.
La Goulue war, neben Grille d’Egout, Nini Patte-en-l’Air und ihren bekannten Partnern wie Valentin le Désossé, Fil de Fer oder Pomme d'Amour die Königin des Cancan und des Chahut.

## Anfänge als Tänzerin

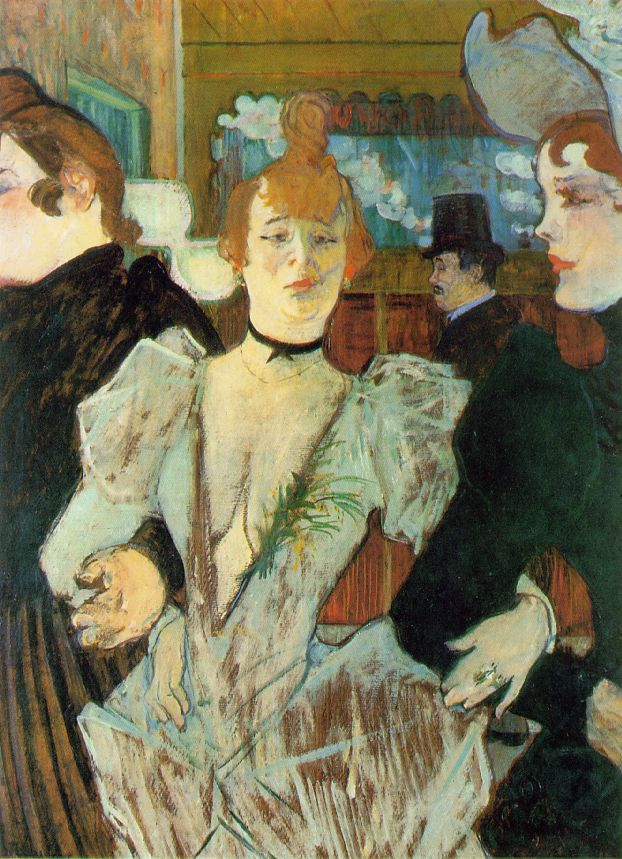
La Goulue kommt ins Moulin Rouge von Henri de Toulouse-Lautrec

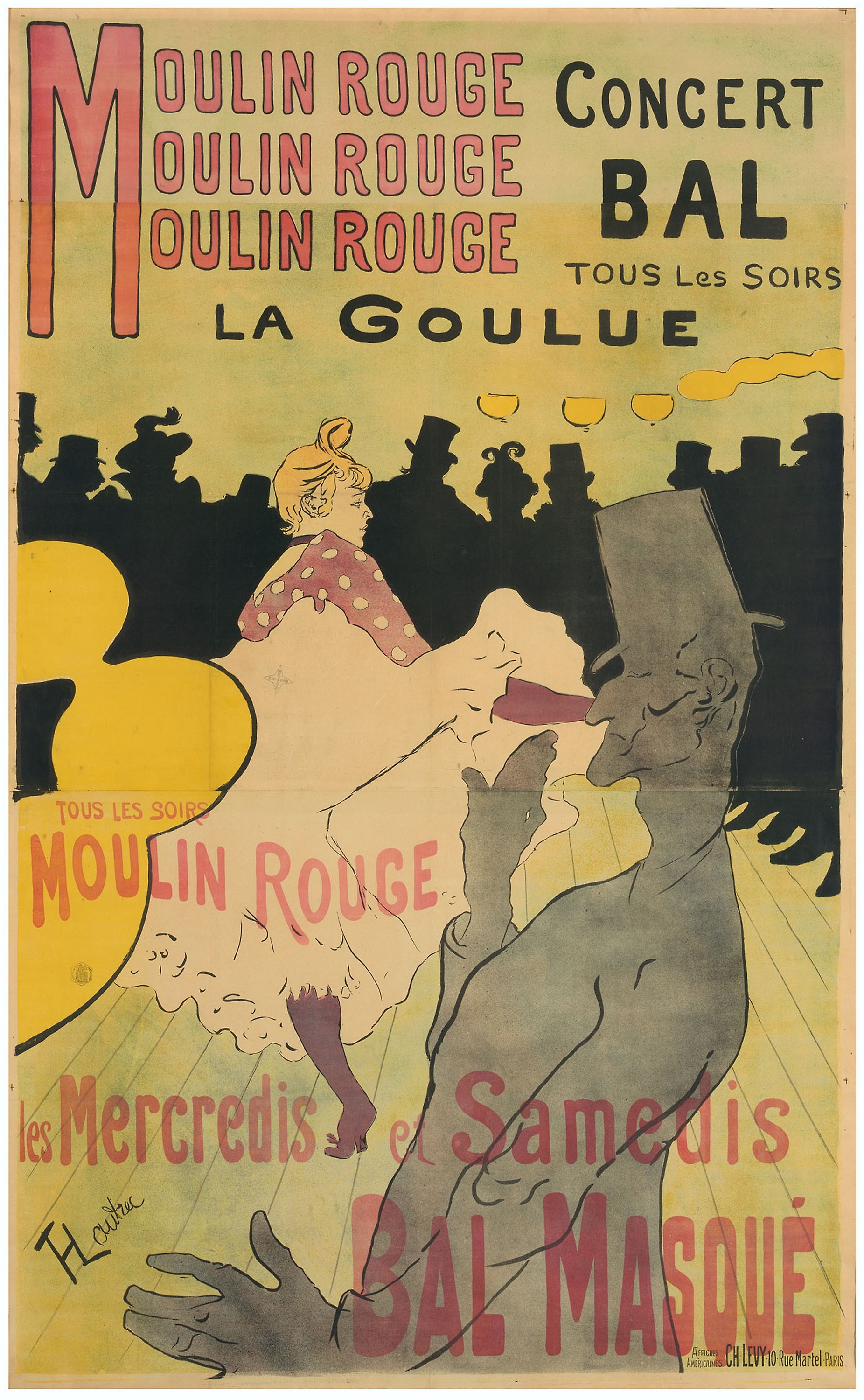
Plakat von Henri de Toulouse-Lautrec

Louise Weber war ursprünglich Wäscherin und begann 1880 mit vierzehn Jahren ihre Karriere als Tänzerin im Nachtleben von Paris. Sie trat im Nouveau Cirque auf und tanzte die Quadrille im Ambassadeur, im Alcazar d’Hiver und im Elysée-Ménilmontant. In den Jahren 1882 bis 1895 trat sie regelmäßig im Elysée-Ménilmontant auf. Mit ihrer Schwester Victorine, die sich „Gazelle“ nannte, trat sie oft im Duett auf.
Henri de Toulouse-Lautrec begegnete ihr das erste Mal 1891 im Moulin de la Galette. Er sagte über La Goulue:
Sie hat eine Aufrichtigkeit, die man bei keiner anderen findet; mal fröhlich, mal schüchtern, mal kühn oder katzenhaft graziös, geschmeidig wie ein Handschuh.
Durch den Mann ihrer Schwester lernte sie das Jahrmarktsmilieu kennen. Bereits in dieser Zeit begann ihre Arbeit mit Raubtieren. Im Bal Bullier machte sie die Bekanntschaft mit ihrem zukünftigen Tanzpartner Valentin le Désossé (Valentin der Knochenlose, bürgerl. Name Etienne Renaudin, 1843–1907). Bekannt aus dieser Zeit um 1895 ist das Plakat des Künstlers Henri de Toulouse-Lautrec, das Valentin im Vordergrund fast als Schattenriss zeigt, während man der tanzenden Goulue unter die wirbelnden Röcke blicken kann. Sie stand auch dem Maler Goupil Modell. Henri de Toulouse-Lautrecs Plakat Moulin Rouge, La Goulue von 1891 erinnert an die legendären Auftritte von La Goulue, die sich fünf Jahre lang als Publikumsliebling des Moulin Rouge behaupten konnte. Sie begeisterte die Zuschauer mit ihren besonderen Tanzeinfällen. Die große Diseuse Yvette Guilbert schreibt über sie in ihren Memoiren:
Die Goulue in schwarzen Seidenstrümpfen nahm ihren schwarzen Atlasfuß in die Hand und ließ die sechzig Meter Spitzen ihrer Jupons hin- und herkreisen; sie zeigte ihr Höschen, dem drollig ein Herz aufgestickt war, das sich kurios über ihr kleines Hinterteil spannte, wenn sie ihre unehrerbietigen Reverenzen machte; rosa schimmerte die Rosette des Strumpfbandes, und bis auf die feinen Knöchel sank ein köstlicher Spitzenschaum und ließ ihre herrlichen gelenkigen, geistvollen und aufreizenden Beine erscheinen und verschwinden. Mit einem Schwung des Fußes nahm die Tänzerin ihrem Kavalier den Hut ab und setzte sich in die Grätsche, mit starraufrechtem Oberkörper, die schmale Taille in himmelblauer Seidenbluse.

## Weltruhm

La Goulue, ca. 1891, franz. Cancan-Tänzerin

Am 12. Januar 1889 engagierte Fernando La Goulue für die Aktualitäten-Revue En Selle. Im Moulin de la Galette spielte sie die Rolle eines Klatschweibes (Commère) in einer Revue von Victor Douailhac und Henri Weill. Mit ihrem Engagement im Moulin Rouge, das im Jahr der Pariser Weltausstellung am 6. Oktober 1889 eröffnete, erlangte sie als „reine du quadrille“ (Königin der Quadrille) Weltruhm. Im Moulin Rouge trat sie bis 1895 mit Unterbrechungen auf.
Am 12. April 1893 wurde ihr Tanz zur Eröffnung von Joseph Ollers neuer Music-Hall Olympia am Boulevard des Capucines ein großer Erfolg. La Goulue trat in Salons und auf dem Opernball auf und tanzte ihre weltberühmte Quadrille, mit ihrem Tanzpartner Valentin und Môme Fromage, ihrer Freundin und Liebhaberin. 1895 verließ sie das Moulin Rouge und kaufte auf dem Foire du Trône eine Jahrmarktsbude. La Goulue zeigte hier orientalische Tänze, die sie La Goulue en almée nannte.
Henri de Toulouse-Lautrec bemalte auf ihre Bitte hin die Holz-Paneele, die rechts und links vom Eingang ihrer Jahrmarktsbude angebracht waren. Der links vom Eingang platzierte Vorhang zeigte eine Szene aus vergangenen Tagen in einem Ballsaal am Montmartre. In der Mitte stand La Goulue, den Oberkörper leicht nach vorne gebeugt, gerade im Begriff, ihre Röcke in die Höhe zu raffen. Auf der rechten Seite ist sie mit einem „orientalischen Tanz“ abgebildet, mit dem sie in ihrer Jahrmarktsbude auftrat.

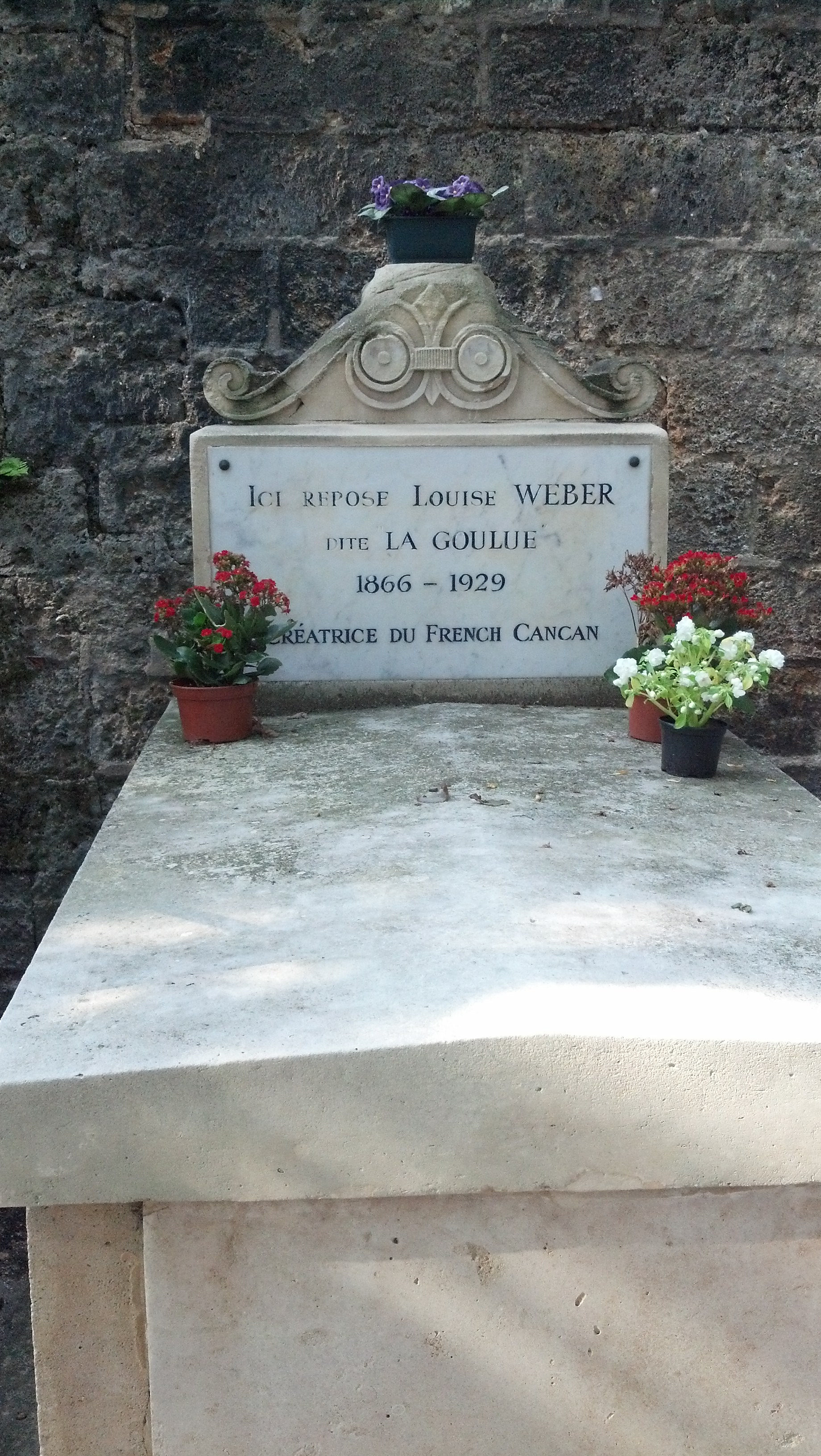
Das Grab von Louise Weber

## Tierbändigerin
1898 zog sie mit ihrer Bude nach Neuilly um und heiratete am 10. Mai 1900 den Artisten José Nicole Droxler. Mit ihrem Ehemann arbeitete sie nun als Raubtierbändigerin und zog von Jahrmarkt zu Jahrmarkt. Zuletzt erschien sie am 30. November 1917 in einer Revue von Rip und Henri Varna im Théâtre des Bouffes du Nord, in einer Produktion von Léon Balterra.
La Goulue lebte danach in einem Schausteller-Wohnwagen im Pariser Vorort Saint-Ouen. Sie starb am 30. Januar 1929 in einem Krankenhaus in Paris. Sie wurde auf dem Cimetière parisien de Pantin beigesetzt. 1991 wurde sie auf Veranlassung des damaligen Pariser Bürgermeisters Jacques Chirac auf den Cimetière de Montmartre (Division 31) umgebettet.